# Yuan Yue
Yue Yuan (chino:袁悦; nació el 25 de septiembre de 1998) es una jugadora de tenis china.
Yuan tiene un ranking de individuales WTA más alto de su carrera, No. 36, logrado el 20 de marzo de 2024. También fue No. 64 en dobles, logrado el 3 de marzo de 2025.
Hizo su debut en el cuadro principal del WTA Tour en el Torneo de Nanchang 2018 en el torneo de dobles, asociándose con Liu Yanni.
Hizo su debut en un Grand Slam en el Campeonato de Wimbledon del 2022 como lucky loser.

## Títulos WTA (3; 1+2)

### Individual (1)
| Leyenda        |
| Grand Slam (0) |
| WTA Finals (0) |
| WTA 1000 (0)   |
| WTA 500 (0)    |
| WTA 250 (1)    |

| N° | Fecha              | Torneo | Superficie | Oponente en la final | Resultado   |
| -- | ------------------ | ------ | ---------- | -------------------- | ----------- |
| 1. | 3 de marzo de 2024 | Austin | Dura       | Xiyu Wang            | 6-4, 7-6(4) |

#### Finalista (1)
| N° | Fecha                 | Torneo | Superficie | Oponente en la final | Resultado |
| -- | --------------------- | ------ | ---------- | -------------------- | --------- |
| 1. | 15 de octubre de 2023 | Seúl   | Dura       | Jessica Pegula       | 2-6, 3-6  |

### Dobles (2)
| Leyenda              |
| -------------------- |
| Grand Slam (0)       |
| Juegos Olímpicos (0) |
| WTA Finals (0)       |
| WTA 1000 (0)         |
| WTA 500 (1)          |
| WTA 250 (1)          |

| N.º | Fecha                 | Torneo | Superficie | Pareja        | Oponentes en la final         | Resultado        |
| --- | --------------------- | ------ | ---------- | ------------- | ----------------------------- | ---------------- |
| 1.  | 20 de octubre de 2024 | Ningbo | Dura       | Demi Schuurs  | Nicole Melichar Ellen Perez   | 6-3, 6-3         |
| 2.  | 2 de marzo de 2025    | Austin | Dura       | Anna Blinkova | McCartney Kessler Zhang Shuai | 3-6, 6-1, [10-4] |